# 僕の彼女はサイボーグ
『僕の彼女はサイボーグ』（ぼくのかのじょはサイボーグ）は、2008年5月31日に公開された日本映画。

## 概要
韓国映画『猟奇的な彼女』『僕の彼女を紹介します』に続く"彼女シリーズ"第3弾。未来から来た人造人間の少女と、彼女に惹かれていく青年の共同生活を描くSFラブストーリー。前2作同様に郭在容（クァク・ジェヨン）が脚本・監督を担当している。

### 上映館
ゆうばり国際ファンタスティック映画祭2008のオープニング作品として先行上映された後、2008年5月31日に公開され、東京都の丸の内ルーブル他、全国松竹・東急系映画館にてロードショー。
多くの映画館では同年7月4日までの上映、新宿バルト9などの一部シネコンでは7月11日まで、東京都23区内での最長は銀座シネパトスの7月18日までとなっている。東京都でも町田のグランベリーモールでは19日以降も上映されていた。
2008年11月28日まで、大阪・駒川のタナベキネマ（終映は翌日未明）で上映、ロードショー終了後も同年12月24日・同25日の2日間に限って、新宿のシアターアプルでイベント的に上映された。

## ストーリー
2007年11月22日。20歳の自分の誕生日にプレゼントを買いにきた大学生・北村ジロー（小出恵介）は、デパートで奇妙なボディスーツの『彼女』（綾瀬はるか）と遭遇する。『彼女』はジローが食事に来たレストランにも出現し、「私も今日誕生日なの」と言って押しかける。大胆で奇妙な言動・行動に振り回されつつ数時間を一緒に過ごすうちに、ジローは『彼女』に惹かれていく。しかし『彼女』は謎めいた言葉を残して突然姿を消す。
2008年11月22日。ジローは1年前を思い出しつつ、同じレストランに食事に来た。そこに『彼女』そっくりな女性（以下『彼女』）が現れる。だがこの『彼女』は、未来のジローが過去の自分を守るために作りあげ、送りこんだ「人造人間」だった。新しい『彼女』との奇妙な共同生活が始まる。キュートな外見と裏腹に『彼女』の行動は突飛で人間離れしている。しかし『彼女』はジローのピンチを幾度も救い、またいくつかの外部の事故や事件を一人で介入し解決してしまう。ジローは次第に『彼女』にも強く惹かれていく。思いを伝えてみるが『彼女』の反応は薄い。成就しない片恋に苦しんだある日、酔いに任せて追い出してしまう。だが未来の自分からの伝言通り、ジローの運命にはさらなる激動が迫っていた。

## 登場人物
彼女（2007年11月22日）
突然ジローの前に現れ、数時間一緒に過ごし姿を消す。大食いでワイン好き。1年後に送り込まれる「彼女」のモデルだが、実はサイボーグの「彼女」の記憶を移植した未来人で、東京の大地震後ジローの前に再び現れる。
- 誕生日：11月22日（年齢不詳）
- 名前：不詳

彼女（2008年11月22日～2009年某日）
65年後（2073年）のジローが自分を悲惨な運命から守るために2008年の現代に送り込んだ。怪力を持ち、超スピードでの移動が可能。目からホログラム映像を投射し、過去に知覚した映像と声を再現できる。放電によって人間を失神させることや、一度聴いた声や音などを完全に模倣する声帯模写能力も備える。ほぼ人間と同じものを「食べる」ことはできるが、飲酒すると誤作動を起こし首が一回転したりショートしたりする。ロボットと呼ばれることには反発する。一度はジローに追い出されるものの東京で大地震が起きた時に再びジローの前に現れたが、最後はジローをかばって死亡した。しかし、61年後（2070年）に記憶力を含めてジローに復元され、年老いたジローの死を看取った。その後は博物館に展示され、オークションによって彼女そっくりの女性の手に渡ることになる。設定、描写、コードネームなど多くがターミネーターの真似またはパロディーである。
- 製造年月日：2070年5月22日（パンフレットより）
- コードネーム：サイボーダインモデル103
- 頭脳:人間のニューロンを再現したナノテクノロジーによる分子回路総合体に、人工知能を搭載
- ボディ:木星の衛星イオ鉱山製合金の骨を、人間と同じ生体細胞で覆っている。顔は出血するが、腹部はちぎれても出血しない。人造人間としての寿命が尽きた後も細胞が腐敗する様子はない。
- 動力源:不明。発熱しない未知エネルギーと思われる。背負われたジローによると、背中は冷たく体温はない。
- 性格:悪人を許さない正義感プログラムを搭載。
- 特技:徐々にだが人間の感情を理解できるようになる
- 使命:ジローを守ること

北村ジロー（僕）
毎年自分の誕生日に贈り物を買い、同じレストランでスパゲッティを食べる冴えない大学生。専攻は不明だが数学講義のシーンが多い。ハンバーガーショップでアルバイトをしている。故郷は山間の小さな村だが、過去の地震被害により当時の住民は離散している。未来のジローによれば、本来はロトくじを当て富豪となる一方、2008年11月22日の銃乱射事件で重い身体障害を負う運命だった。サイボーグの『彼女』を復元させ、誕生日を迎えた2070年11月22日、「彼女」に看取られながら息を引き取った。未来の博物館には老いたジロー（ノベライズ版（小学館文庫）では「蝋人形」）が「彼女」と並んで展示されている。
- 生年月日：1987年11月22日
- 名前：北村ジロー
- 居住地：都心のビルの屋上の家（屋上部屋）
- ペット：過去（故郷の山村）には猫、現在（2008年11月22日）はイグアナだったが、イグアナのほうは「彼女」によって鍋料理にされてしまった。名前は共に「ラウル」。

おばあちゃん
本当はジローの実の母親だが、年を取ってから生んだため、その事実を隠していた。誕生日には麺類を食べるようジローに言いつけた。2008年時点では故人と思われる。
サトーケンタ
大学の同級生。カピバラの糞料理について独自の薀蓄を披露する。「彼女」に好意を持っており、何度もナンパを試みているが、「彼女」には嫌われている。
大学講師
常にハイテンションで数式および電気回路の講義をしている。やる気のない学生にチョークを投げる。居眠りをしたジローにも投げたが「彼女」がキャッチし、投げ返された上、抗弁されてしまう。
銃を乱射する男
2008年の11月22日レストランで自動小銃を乱射する。放火もしかけたが「彼女」が阻止し、窓の外に放り出される。
女子高立てこもり犯
阿部武（あべたけし）、37歳。蘭山女子高校で教師と生徒を刃物で脅し立てこもる。「彼女」に窓から投げ落とされる。

## キャスト
- 彼女（2007年11月22日）：綾瀬はるか
- 彼女（2008年11月22日〜2009年某日）：綾瀬はるか
- 北村ジロー：小出恵介、喜内琉斗（幼少）
- サトーケンタ：桐谷健太
- 22世紀の学生：吉高由里子
- 女友達：阿井莉沙
- 嵐山女子高教師：佐藤めぐみ
- 女子高立てこもり犯：斎藤歩
- 銃を乱射する男：田口浩正
- 警官：ドロンズ石本
- 亮介：大和田唯斗
- 矢野高志：中上海輔
- 鈴之助、リュウ・ヒジュン、山口祥行、大久保貴光、松澤仁晶、沖原一生、峰えりか、楯真由子、松葉れいな、久保晶、ホリケン。、宇賀那健一、水野花、近藤海斗、菅野友輝 ほか

### ゲスト
- インタビュアー：松本莉緒
- 酔っ払い通行人： 六平直政
- 駄菓子屋店主：蛭子能収
- 手塚とおる
- 老後ジロー：納谷六朗
- デザイナー（プリティ・ナカノ）：伊武雅刀
- 寺泉憲
- オークション司会者：遠藤憲一
- 大学講師：竹中直人
- ジローの祖母（母）：吉行和子
- TVリポーター：小日向文世

## スタッフ
- 監督・脚本：郭在容（クァク・ジェヨン）
- プロデューサー：山本又一朗、ジー・ヨンジュン
- 共同プロデューサー：佐谷秀美
- 撮影監督：林淳一郎
- ステディカム：佐光朗、相馬大輔
- 美術：丸尾知行
- 照明：金沢正夫
- 録音：小原義哉
- 編集：掛須秀一
- 音楽（作曲）：大坪直樹、古川ヒロシ、郭演晋、佐々木潤（主題歌）、Hi-Fi CAMP（挿入歌）、Yemin（挿入歌）
- 音響効果：柴崎憲治
- 助監督：吉見拓真、李相國
- ラインプロデューサー：松田康史
- アクション監督：諸鍛冶裕太
- 特殊メイク：松井祐一
- ガンエフェクト：BIGSHOT
- ダンスコーディネーター：町永一美
- 現像：IMAGICA
- MA：アオイスタジオ、CINEMIX-KOREA
- 統括：宮下昌幸
- 企画：橋田寿宏、青木真樹
- 製作委員会統括：松崎澄夫、島本雄二、宇野康秀、山本英俊、加藤嘉一、亀井修、當麻佳成、Hur Dae Young、Lee Se Hyong
- 製作：「僕の彼女はサイボーグ」フィルムパートナーズ（アミューズソフトエンタテインメント、電通、ギャガ、フィールズピクチャーズ、TBSテレビ、小学館、毎日放送、センチュリオンファンド、ベアエンターテインメント）
- 配給：ギャガ

## 主題歌・挿入歌
- 主題歌：MISIA「約束の翼」（Rhythmedia Tribe/BMG JAPAN）
- 挿入歌：Hi-Fi CAMP「キズナ」（FLME）
- 挿入歌：中川和泉、柿島伸次（合唱：吉村愛美、小嶋夕葉、眞次海人、眞次太陽、古川俊介、古川桃）「山奥少年の恋物語」

## サウンドトラック
2008年6月4日に、（株）BMG JAPANより、オリジナル・サウンドトラック盤CDが発売された。商品番号：BVCR-17066。音楽のほか、エクストラトラックとして特報と予告編が収録されており、PCにて視聴可能。

### 曲目
1. 約束の翼
2. 出逢い
3. 微笑み
4. 登場
5. キズナ
6. 帰郷
7. 山奥少年の恋物語
8. 宝物
9. メッセージ
10. 後悔と変化
11. Send
12. サイボーグダンス
13. 愛情のかたち
14. 悲しみと…
15. 記憶
16. 時空の旅
17. 既視感
18. 別れの時
19. 再会
20. 約束の翼(from “JONI” to “MINGUS” version)

- エクストラトラック
  - 特報
  - 予告編

## コミカライズ
- 作：中村あきひろ
- 2008年10月17日初版発行 ISBN 4063755746
  - 映画を基に漫画化。講談社「週刊ヤングマガジン」連載後、同社KCデラックスで単行本化。
  - 「2008年」彼女が登場時セパレートのコスチュームを着ている（映画版ではパンツ付きワンピース）、小道具として「8時だョ全員集合！」のギャグをしゃべるマスコットが出る、「凶悪犯アベツヨシ（映画版ではアベタケシ）」が侵入する蘭山女子高校にジローがアルバイトとして入っているなど「事件」に対して主人公が関わっている、「2007年」彼女はロボット工場（中小企業らしい）の経営者の娘であるなど、映画版と若干異なる。タイム・パラドックスの矛盾を克服するため、「正しい歴史に戻そうとする力」から守るために彼女が遣わされたと説明される。

## その他
ジローの故郷の村の情景が昭和30年代風でジローの設定（1987年生まれ）と整合しないが、意図的なものである。

## 撮影地
ストーリー設定は東京であるが、ロケシーンの約8割は神戸で撮影され、旧居留地、南京町の他、次の撮影地を使用。
- 大丸神戸店（デパート）
- 神戸大学六甲台本館および関西学院大学（ジローの大学）
- 大阪府立高槻南高等学校（蘭山女子高校）
- 福島県いわき市のオープンセット（大地震後の東京） - 2007年3月に撮影が行われた。公募により集められたエキストラが参加したがクレジットされていない。
- 岐阜県郡上八幡（ジローの故郷）